# Григорьевка (Новосибирская область)
Григо́рьевка — деревня в Венгеровском районе Новосибирской области России. Входит в состав Петропавловского 1-го сельсовета.

## География
Площадь деревни — 25 гектаров.

## История
Основана в 1856 году. В 1928 году деревня состояла из 124 хозяйств, основное население — русские. В административном отношении являлась центром Григорьевского сельсовета Спасского района Барабинского округа Сибирского края.

## Население
| 2002 | 2007 | 2010 |
| ---- | ---- | ---- |
| 138  | ↗139 | ↘108 |

## Инфраструктура
В деревне по данным на 2007 год функционируют 1 учреждение здравоохранения, 1 образовательное учреждение.